# Арбугаев, Максим Германович
Максим Германович Арбугаев (родился 3 августа 1991, Тикси, Якутская АССР, РСФСР, СССР) — российский режиссёр-документалист, лауреат награды «За лучшую операторскую работу» на фестивале Сандэнс (за фильм «Генезис 2.0»). Совместно с сестрой Евгенией Арбугаевой снял документальный фильм «Выход», удостоенный ряда наград и номинированный в 2023 году на «Оскар».

## Биография
Максим Арбугаев родился в 1991 году в Тикси в Якутии. 15 лет он был профессиональным хоккеистом, потом решил заняться кинематографом. В 2018 году окончил ВГИК (факультет документального кино). Снимает фильмы на темы, связанные со спортом и Арктикой. Совместно с швейцарским режиссёром Кристианом Фраем Арбугаев снял фильм «Генезис 2. 0» об охотниках за бивнями мамонта. Эта лента была отмечена наградой «За лучшую операторскую работу» на фестивале Сандэнс.
В 2022 году Арбугаев снял совместно с сестрой Евгенией фильм «Выход», признанный лучшим короткометражным документальным фильмом на 38-й ежегодной премии IDA Documentary Awards в Лос-Анджелесе, удостоенный приза памяти Дани Гуревича «За лучшую операторскую работу» на кинофестивале «Послания к человеку», специального упоминания жюри на фестивале документального кино «Флаэртиана», ХХIII Национальной Премии в области неигрового кино и телевидения «Лавровая ветвь». Эта картина номинирована на «Оскар».
В июне 2023 года Киноакадемия США пригласила Максима Арбугаева и его сестру вступить в свои ряды.